# Allt som jag kan ge dig
"Allt som jag kan ge dig" är en sång från 1992 av Magnus Lindberg. Den framförs av det svenska rockbandet Grymlings på bandets andra album Grymlings II (1992) och utgavs även som singel 1993.
"Allt som jag kan ge dig" tog sig inte in på Svensktoppen. Den har inte spelats in av någon annan artist.

## Låtlista
1. "Allt som jag kan ge dig" (Magnus Lindberg) – 4:50
2. "Landet man inte kan nå" (Pugh Rogefeldt) – 5:29

### Fotnoter
1. 1 2  ”"Allt som jag kan ge dig"”. Svensk mediedatabas. http://smdb.kb.se/catalog/search?q=grymlings+allt+som+jag+kan+ge+dig&x=0&y=0. Läst 23 januari 2013.
2. ↑  ”Svensktoppen 1993”. Sveriges Radio. http://sverigesradio.se/diverse/appdata/isidor/files/2023/3489.txt. Läst 23 januari 2013.